# تشارلز أ. وايت
تشارلز أ. وايت هو سياسي أمريكي، ولد في 7 يوليو 1882، وتوفي في 7 أكتوبر 1925. انتخب عضو مجلس نواب إلينوي ‏.